# Église Saint-Gabriel de Gornji Ribnik
Pour les articles homonymes, voir Église Saint-Gabriel.
L'église Saint-Gabriel de Gornji Ribnik (en serbe cyrillique : Црква Св. арханђела Гаврила у Горњем Рибнику ; en serbe latin : Crkva Sv. arhanđela Gavrila u Gornjem Ribniku) est une église orthodoxe serbe qui se trouve à Gornji Ribnik, dans la municipalité de Trstenik et dans le district de Rasina, en Serbie. Elle est inscrite sur la liste des monuments culturels protégés de la république de Serbie (identifiant no SK 674),.

## Présentation
L'église a été construite en 1824, ce qui en fait l'église la plus ancienne de la municipalité de Trstenik.
Selon la légende, le village de Ribnik doit son nom aux étangs poissonneux de la région ; les Nemanjić, Hrebeljanović puis les Obrenović et les Karađorđević mangeaient les poissons de ces étangs. À l'époque du prince Miloš Ier Obrenović, Ribnik était aussi un centre important d'élevage porcin. Pour la prière et le culte, les habitants devaient se rendre au monastère de Veluće ; en 1824, le prince a fait construire pour eux une église dédiée au saint archange Gabriel.